# Путепровід (станція)
Путепро́від (до 2006 року — Шляхопровід) — вантажно-пасажирська залізнична станція Донецької дирекції Донецької залізниці.
Розташована в с. Путепровід, Єнакієвська міська рада, Донецької області на лінії Горлівка — Іловайськ між станціями Пантелеймонівка 8 км та Ханженкове 7 км. На Путепроводі є розвилка на Криничну в напрямку Макіївки, Донецька, Ясинуватої.
Через військову агресію Росії на сході Україні транспортне сполучення припинене, водночас керівництво ДНР та ЛНР заявляло про запуск електропоїзда сполученням Луганськ — Ясинувата, що підтверджує сайт Яндекс.